# 1332

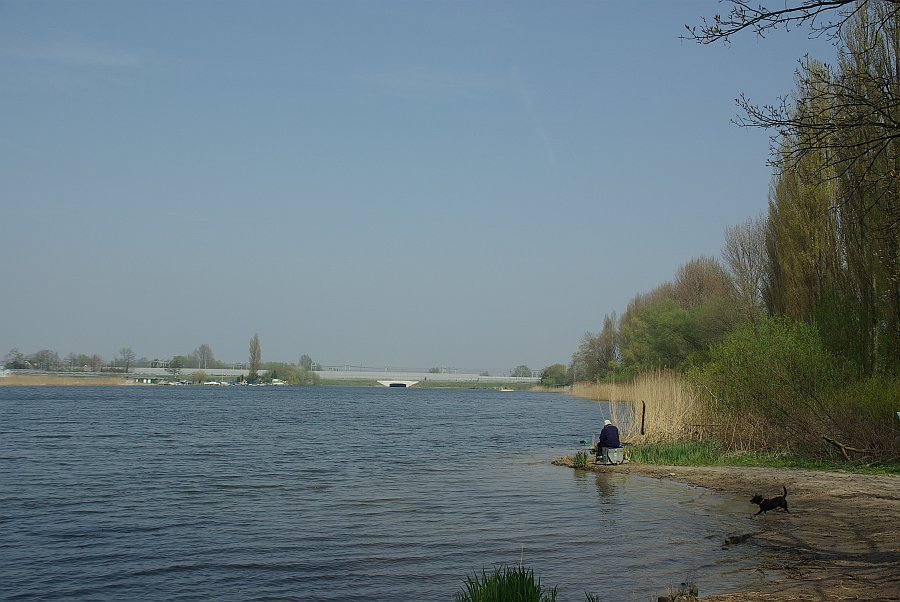
't Waaltje

Het jaar 1332 is het 32e jaar in de 14e eeuw volgens de christelijke jaartelling.

## Gebeurtenissen
juli
- 18 - Slag bij Rusokastro: De Bulgaren verslaan de Byzantijnen en heroveren hun verloren gebied in Thracië.
- 20 - De Regent van Schotland, Thomas Randolph, sterft plotseling onderweg naar de kust om de verwachte invasie van Edward Balliol op te vangen.

augustus
- 2 - Na de dood van Christoffel II begint in Denemarken een interregnum van acht jaar.

november
- 7 - Luzern treedt toe tot het Zwitsers Eedgenootschap.
- Edward Balliol verslaat de regent voor David II van Schotland en laat zich te Scone tot koning van Schotland kronen, maar moet enkele maanden later weer vertrekken.

zonder datum
- Lommel ontvangt stadsrechten.
- De Universiteit van Cahors wordt gesticht.
- Graaf Willem III laat de Waal die IJsselmonde van de Zwijndrechtse Waard scheidt bij Oostendam afdammen.

## Opvolging
- Auvergne en Boulogne - Willem XII opgevolgd door zijn dochter Johanna I
- China (Yuan-dynastie) - Wenzong opgevolgd door Ningzong, op zijn beurt opgevolgd door Toghun Temür
- Guînes - Johanna opgevolgd door haar zoon Rudolf III van Eu
- Neurenberg - Frederik IV opgevolgd door zijn zoon Johan II
- Trebizonde - Andronikos III Megas Komnenos opgevolgd door zijn onechte zoon Manuel II Megas Komnenos, op zijn beurt opgevolgd door Andronikos' broer Basileios Megas Komnenos

## Afbeeldingen

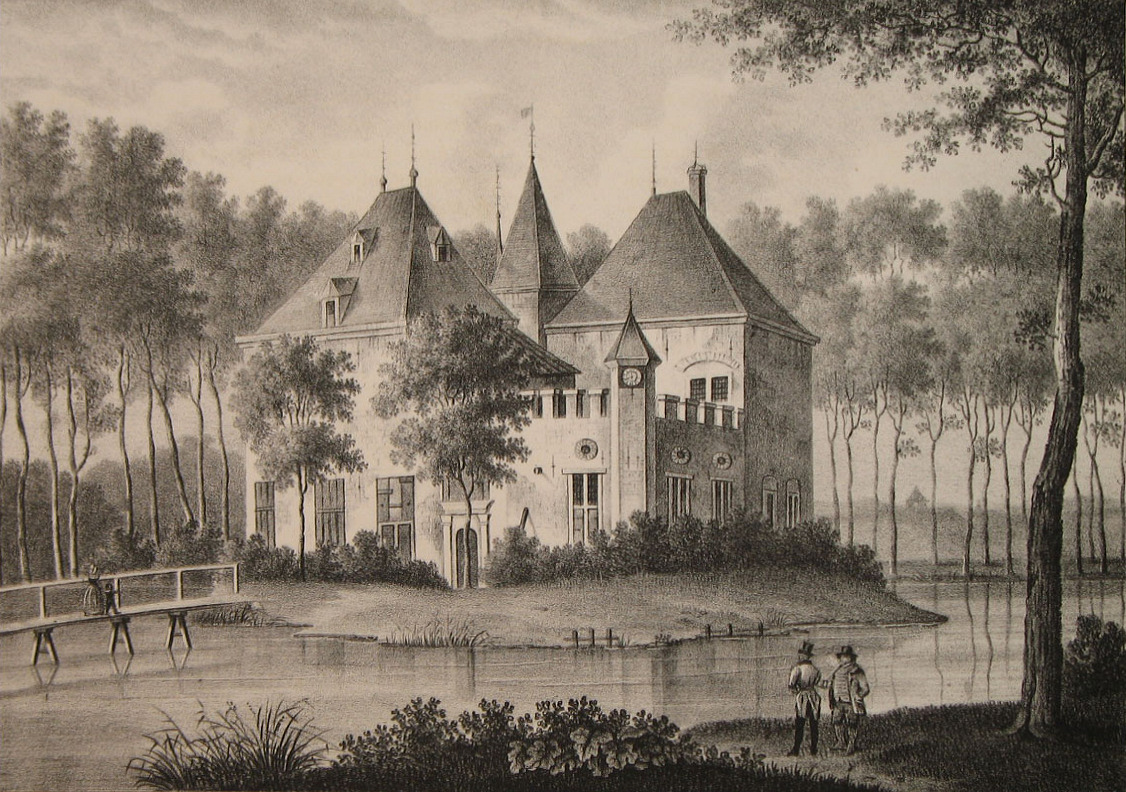
Kasteel Develstein, gebouwd 1332
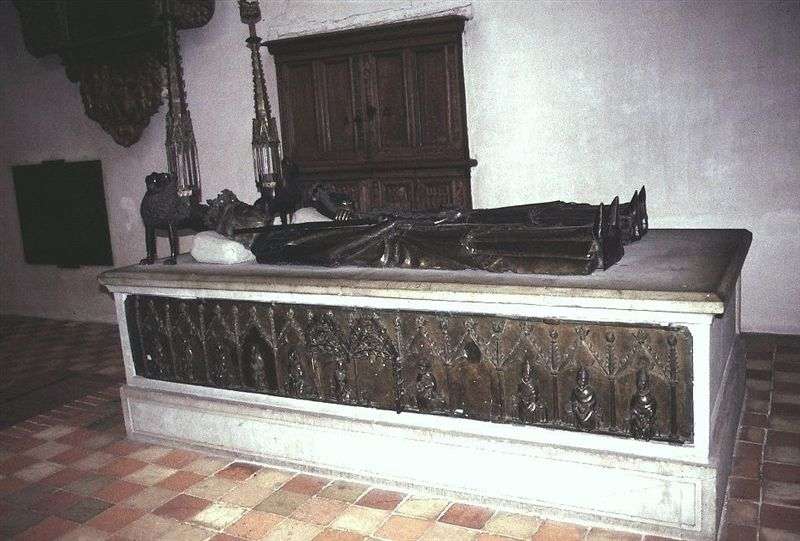
Graf van Christopher II

## Geboren
- 27 mei - ibn Khaldun, Arabisch filosoof
- oktober - Karel II, koning van Navarra (1349-1387)
- Isabella van Engeland, Engels edelvrouw
- Lachen Sönam Lodrö, Tibetaans geestelijke
- Tawen Lodrö Gyaltsen, Tibetaans geestelijke
- Catharina van Zweden, Zweeds prinses (jaartal bij benadering)

## Overleden
- 13 januari - Agnes van Hessen, Duits landgravin
- 2 februari - Rudolf III van Baden, Duits edelman
- 13 februari - Andronikos II Palaiologos (~73), keizer van Byzantium (1282-1328)
- 22 maart - Eelko Liauckama, Fries abt
- 19 mei - Frederik IV van Neurenberg (~44), Duits edelman
- 2 augustus - Christoffel II (55), koning van Denemarken (1320-1326, 1329-1332)
- 6 augustus - Willem XII van Auvergne (~32), Frans edelman
- Andronikos III Megas Komnenos, keizer van Trebizonde (1330-1332)
- Manuel II Megas Komnenos (~9), keizer van Trebizonde (1332)
- Folgóre da San Gimignano, Italiaans dichter (jaartal bij benadering)